# Екологічний заповідник островів Ганнет
Екологічний заповідник островів Ганнет — природний заповідник, розташований біля південно-східного узбережжя Лабрадору в канадській провінції Ньюфаундленд і Лабрадор. Заснований у 1964 році. Сучасний статус заповідна територія отримала в 1983 році.

## Географія
Природоохоронна територія охоплює острів Ганнет та кілька сусідніх островів загальною площею 2 км², а також 20 км² навколишньої акваторії Лабрадорського моря. Архіпелаг лежить в 16,4 км на схід від узбережжя півострова Лабрадор. Найближчим містом до заповідника є Картрайт, розташований в 40 км на південний захід. Доступ до заповідної території дозволений лише для науковців.

## Фауна
Острови Ганнет є домом для найбільшої в Північній Америці гніздової колонії малих гагарок (Alca torda), яка нараховує близько 10 000 гніздових пар, та для третьої за величиною гніздової колонії атлантичних іпаток (Fratercula arctica) у Північній Америці, яка нараховує понад 38 000 гніздових пар. Також на архіпелазі гніздяться 36 000 гніздових пар тонкодзьобих кайр (Uria aalge) та 1900 гніздових пар товстодзьобих кайр (Uria lomvia). Серед інших птахів, що гніздяться на островах Ганнет, слід відзначити трипалих мартинів (Rissa tridactyla), морських мартинів (Larus marinus) і кочівних буревісників (Fulmarus glacialis). Крім того, влітку острови є відправною точкою для багатьох каменярок (Histrionicus histrionicus), які готуються до міграції на південь. За іронією, атлантичні сули (англ. Northern gannet) не гніздяться на островах. Головний острів та весь архіпелаг названі на честь британського військового корабля Gannet.

## Флора
Острови Ганнет є частиною екорегіону прибережних пустищ Лабрадору. У внутрішніх частинах островів переважає тундрова рослинність. Тут ростуть осоки, невисокі чагарники з родини вересових, а також характерні для тундри трави.